# Francesco Montecuccoli
Il marchese Francesco Montecuccoli (1595 circa – Guiglia, 15 aprile 1645) è stato un nobile e diplomatico italiano.
Fu 1º marchese di Guiglia a partire dal 1630 e, successivamente, fu Maggiordomo maggiore del Duca di Modena e Reggio Francesco I d'Este.

## Opere

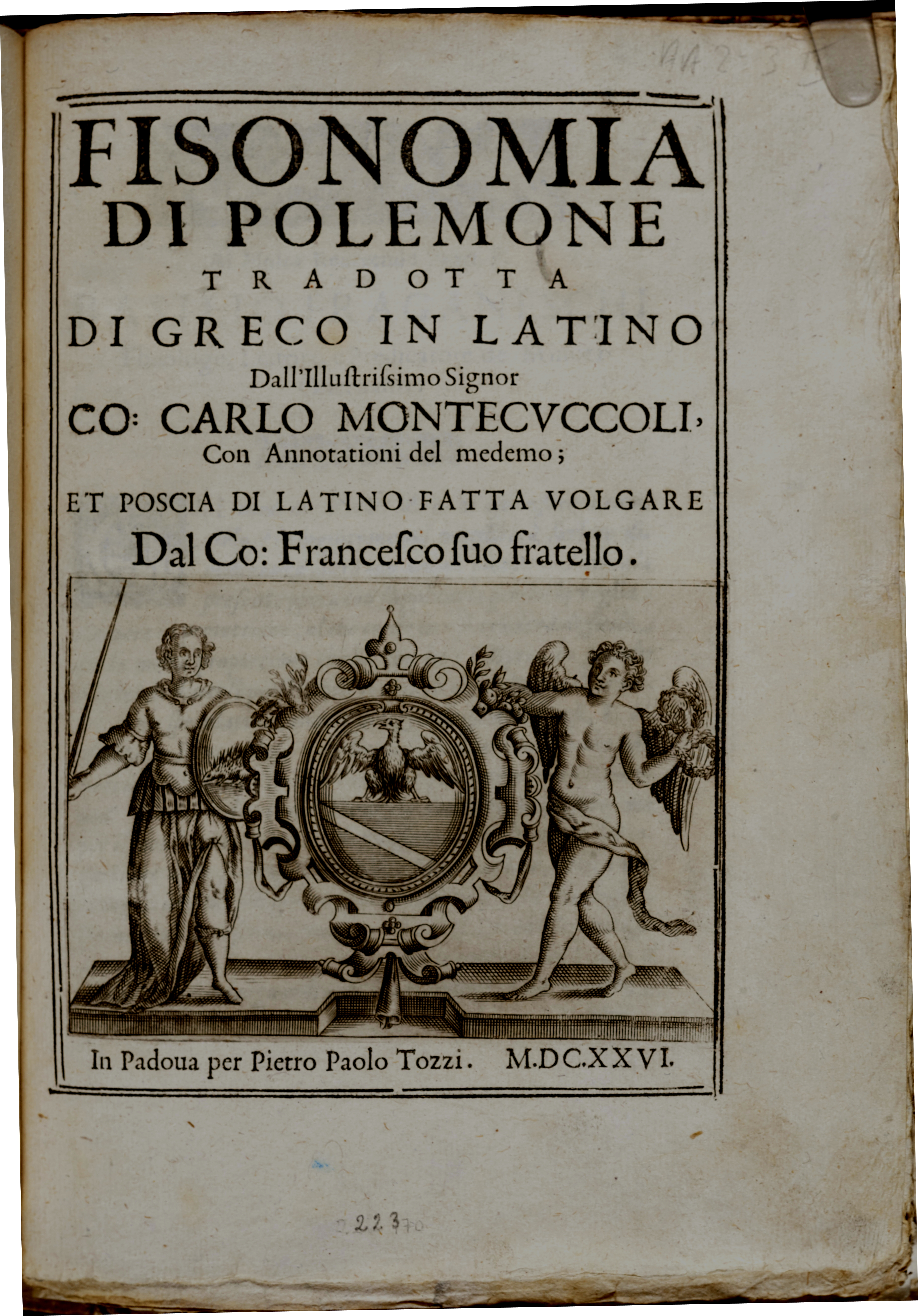
Fisonomia di Polemone

- Carlo Montecuccoli, Fisonomia di Polemone tradotta di greco in latino dall'illustrissimo Signor Co. Carlo Montecuccoli con annotationi del medesmo; et poscia di latino fatta volgare dal Co. Francesco suo fratello, Padova, 1626.